# Kněž (Tis)

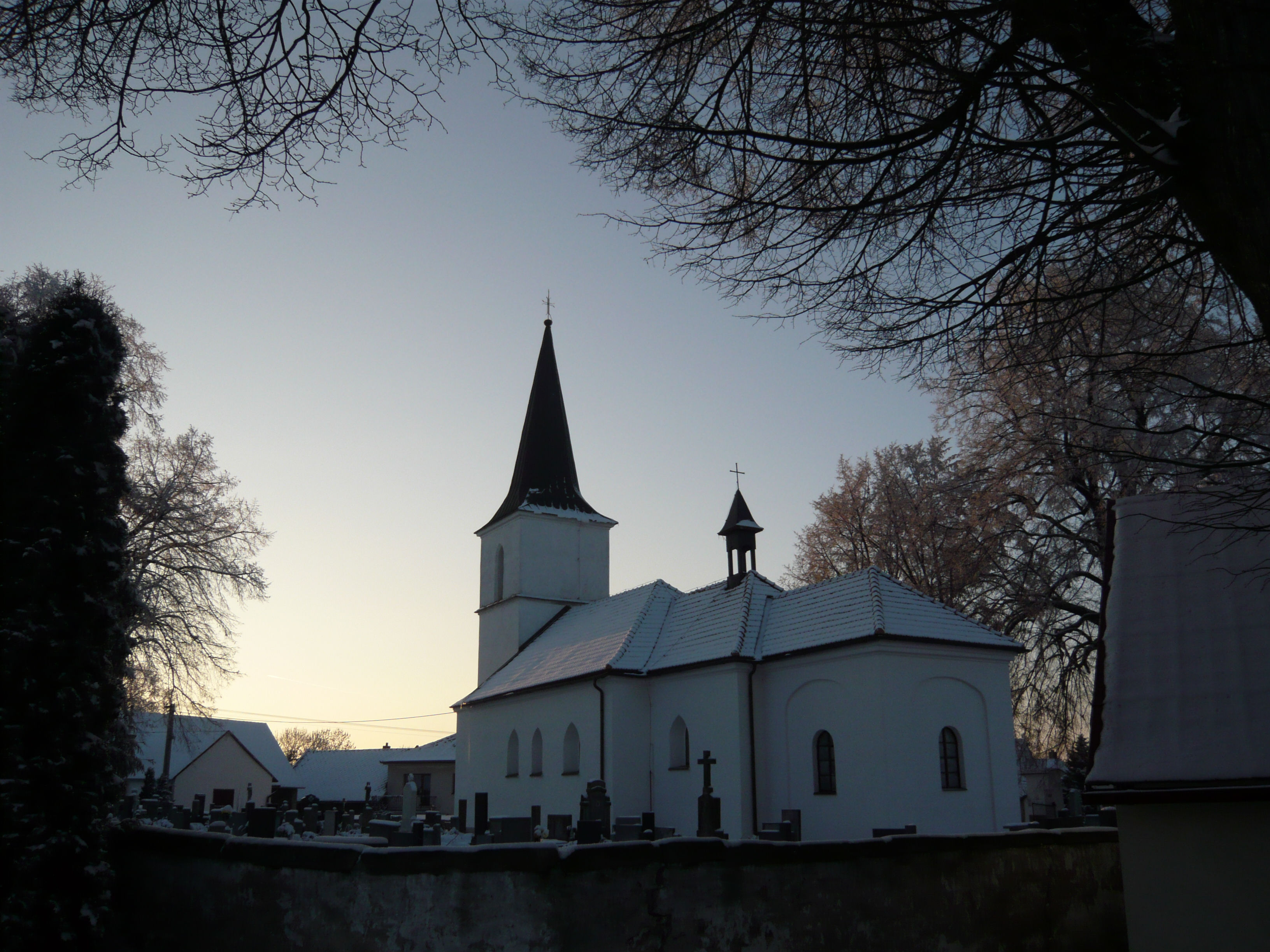
Kirche des hl. Bartholomäus

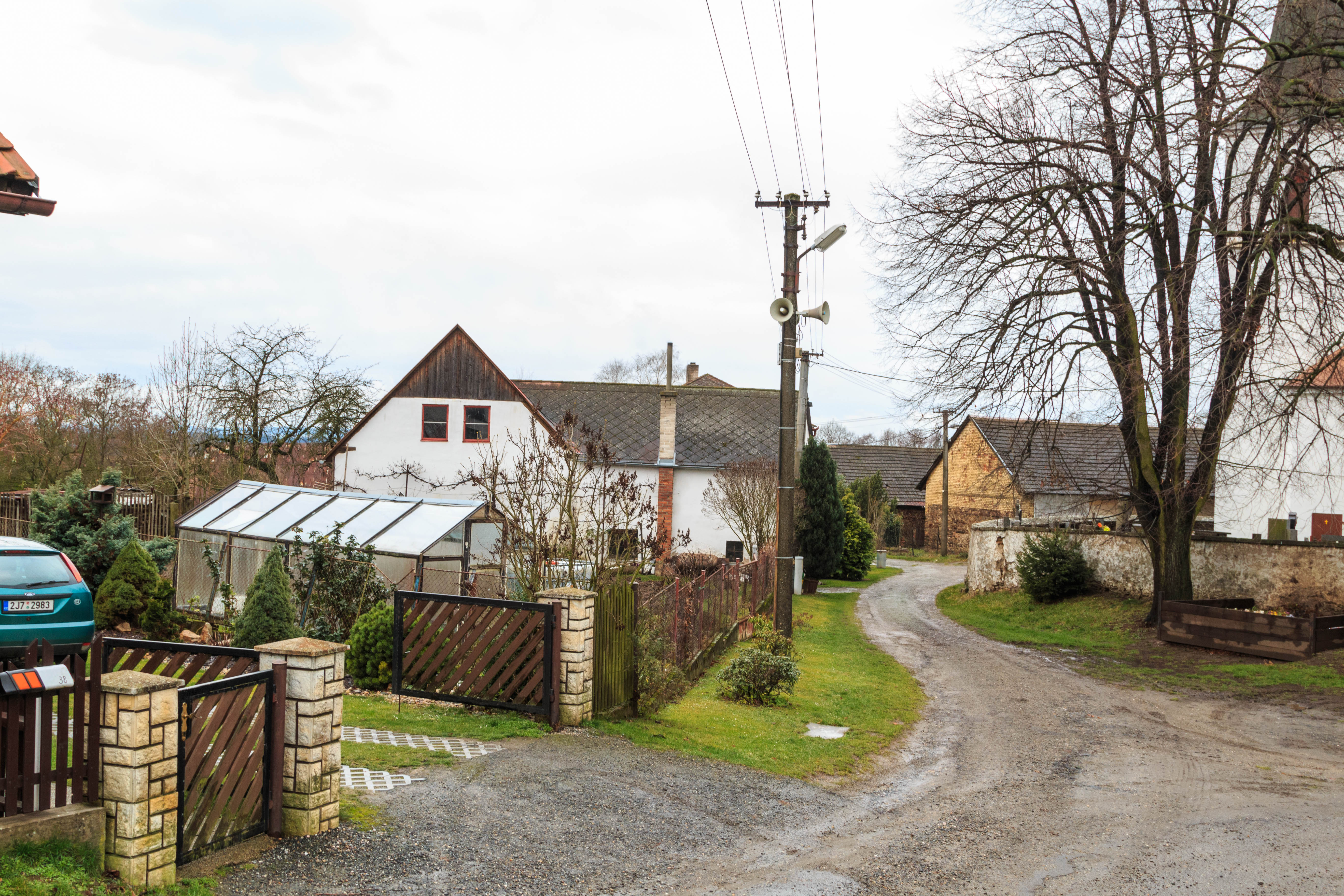
Häuser am Dorfplatz

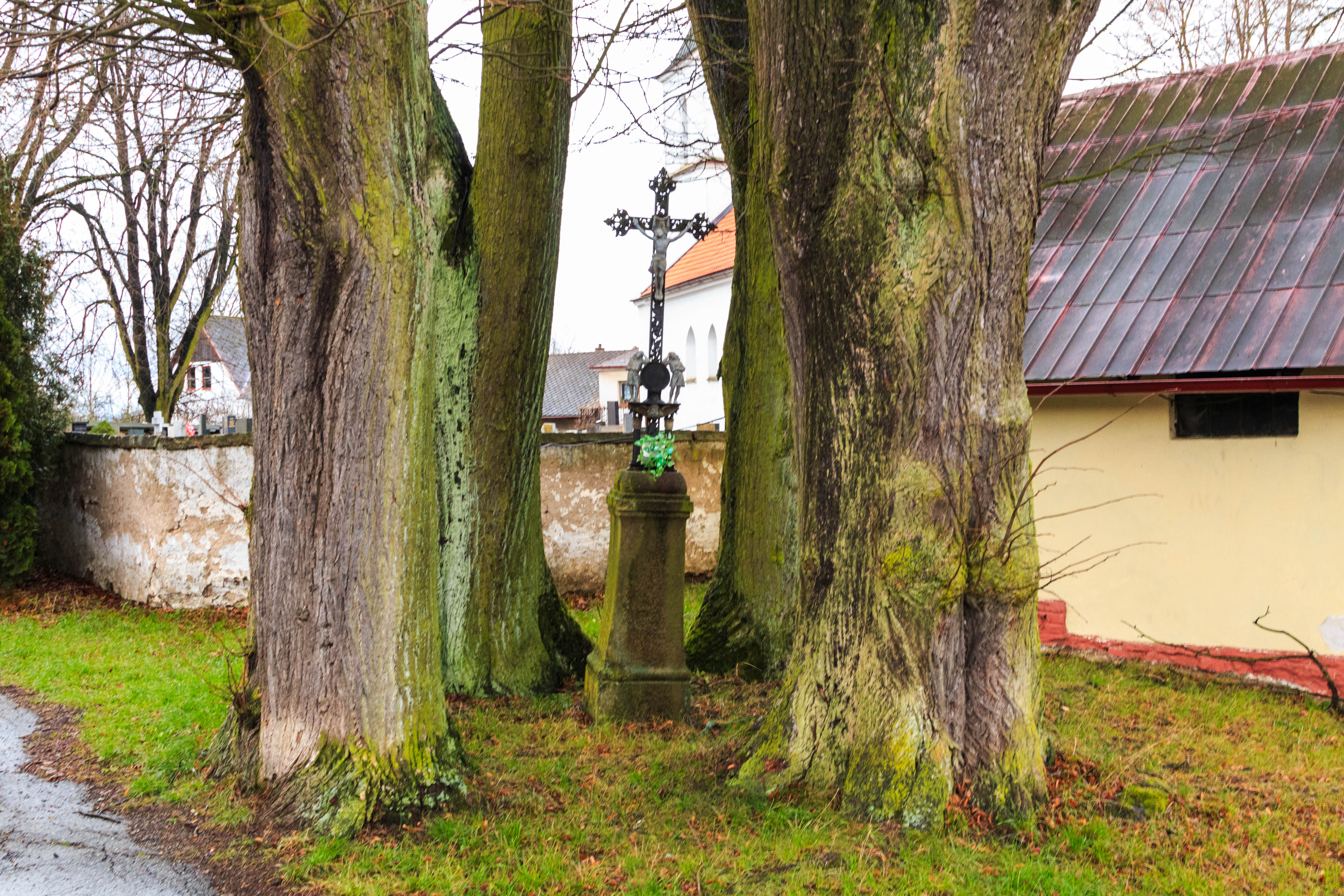
Kreuz

Kněž (deutsch Kniesch) ist ein Ortsteil der Gemeinde Tis in Tschechien. Er liegt vier Kilometer südlich von Habry und gehört zum Okres Havlíčkův Brod.

## Geographie
Kněž befindet sich in der Hornosázavská pahorkatina (Hügelland an der oberen Sázava). Im Süden erheben sich der U kapličky bzw. Strážnice (581 m n.m.) und der Vrch (555 m n.m.), südwestlich der Na Homoli (551 m n.m.). Am westlich Ortsrand entspringt der Bach Zbožský potok. Zwei Kilometer östlich verläuft die Staatsstraße I/38 zwischen Habry und Havlíčkův Brod.
Nachbarorte sind Dolní Mlýn und Habry im Norden, Nový Dvůr, Proseč und Jiříkov im Nordosten, Kámen, Skuhrov und Boudův Mlýn im Südosten, Tis, Komárov und Malčín im Süden, Hejtice, Josefodol, Kunemil und Lesní Dvůr im Südwesten, Zboží im Westen sowie Sázavka und Bačkov im Nordwesten.

## Geschichte
Kněž wurde wahrscheinlich im 13. Jahrhundert durch das Benediktinerkloster Wilmzell am Haberner Steig, dessen alte Trasse von Habry über Babina, Waldorf (Lesní Dvůr), Kněž, Tis, Lučice und Olešnice ins Tal der Sázava führte, angelegt. Der Hügel U kapličky diente als Wachposten zum Schutz des Handelsweges vor Räubern.
Anhand der Bauweise wird die Errichtung der Kirche ins zweite Viertel des 13. Jahrhunderts datiert. Wann das als Rundling um die zusammen mit dem Friedhof fast den gesamten Dorfplatz einnehmende Kirche angelegte Dorf entstand, ist nicht überliefert. Die älteste Nachricht über die Pfarrkirche St. Bartholomäus, zu deren Sprengel damals auch Habry gehörte, stammt von 1362. Der Überlieferung nach soll an der Ostseite des Dorfplatzes ein Kloster gestanden sein.
Die erste schriftliche Erwähnung des Dorfes Knyez erfolgte im Jahre 1375 als Besitz des Benediktinerklosters Wilmzell. Nach der Zerstörung des Klosters im Jahre 1421 durch die Hussiten bemächtigte weltliche Herren des umfangreichen Klosterbesitzes. Später gehörte Knyess zusammen mit 24 weiteren Dörfern zum Städtchen Habry. Seit 1629 ist die Schreibweise Kněž nachweislich. Die Pfarrei, zu deren Sprengel auch Tis, Lučice, Kámen und Waldorf bzw. Valdhof gehörten, erlosch während des Dreißigjährigen Krieges.
Nach dem Tod von Jan Rudolf Trčka von Lípa erwarb 1634 der kaiserliche General Johann Reinhard von Walmerode auf Nymburk die Herrschaft Habry. Er zeigte wenig Interesse an dem neuen Besitz, fand dafür aber keinen Käufer. Der Rychtář von Tis übte auch die Niedere Gerichtsbarkeit über die Dörfer Kněž, Kámen, Proseč, Miřátky und Jiříkov aus. Im Jahre 1666 kaufte Johanna Eusebia Barbara Zdiarsky von Zdiar die Herrschaft Habry von den minderjährigen Walmerodschen Erben. Die angeheiratete Reichsgräfin Caretto di Millesimo verkaufte Habry 1681 an Johann Sebastian von Pötting und Persing auf Žáky; Tieß mit Kněž und Lučice wurde dabei als landtäfliges Gut abgetrennt. 1762 erwarb Johann Rudolph von Pötting und Persing das Gut Tieß und schloss es wieder an die Herrschaft Habern an. 1787 wurde das Dorf als Kníže bzw. Kněž bezeichnet. 1802 verkaufte Adolph von Pötting und Persing die Herrschaft Habern mit den angeschlossenen Gütern Tieß und Zboží an Johann von Badenthal, von dem sie 1814 sein Sohn Joseph erbte.
Im Jahre 1840 bestand das westlich der Wiener Straße im Caslauer Kreis gelegene Dorf Kniesch bzw. Kněž aus 26 Häusern, in denen 211 Personen, darunter eine jüdische Familie lebten. Im Ort gab es eine Filialkirche des hl. Bartholomäus. Abseits lag die einschichtige Schäferei Neuhof. Pfarrort war Habern. Bis zur Mitte des 19. Jahrhunderts blieb Kniesch der Herrschaft Habern untertänig.
Nach der Aufhebung der Patrimonialherrschaften bildete Kněž ab 1849 eine Gemeinde im Gerichtsbezirk Habern. Ab 1868 gehörte der Ort zum Bezirk Časlau. Franz von Puthon, der 1862 die Grundherrschaft Habern mit Tieß und Zboží erworben hatte, verkaufte sie 1869 an Franz Altgraf von Salm-Reifferscheidt-Hainspach auf Světlá.
1869 hatte Kněž 191 Einwohner und bestand aus 27 Häusern. Das Archiv der Grundherrschaft Habern erlitt 1869 beim Brand der Burg Lipnice große Verluste. Nach dem Tode des Franz von Salm-Reifferscheidt fiel die Grundherrschaft 1887 seiner Schwester Johanna verw. von Thun und Hohenstein auf Klösterle und Žehušice zu, 1892 erbte ihr Sohn Joseph Oswald von Thun-Hohenstein-Salm-Reifferscheidt den Großgrundbesitz. Im Jahre 1900 lebten in Kněž 196 Menschen, 1910 waren es 220. Die Freiwillige Feuerwehr Kněž wurde 1928 gegründet. 1930 hatte Kněž 181 Einwohner und bestand aus 35 Häusern. 1949 wurde die Gemeinde dem Okres Chotěboř zugeordnet, seit der Gebietsreform von 1960 gehört sie zum Okres Havlíčkův Brod. Im Jahre 1961 erfolgte die Eingemeindung nach Tis. Beim Zensus von 2001 lebten in den 36 Häusern des Dorfes 69 Personen.

## Ortsgliederung
Zu Kněž gehört die Einschicht Nový Dvůr (Neuhof).
Der Ortsteil bildet einen Katastralbezirk.

## Sehenswürdigkeiten
- Frühgotische Kirche des hl. Bartholomäus, sie entstand wahrscheinlich im zweiten Viertel des 13. Jahrhunderts. Im Jahre 1362 wurde sie als Pfarrkirche erwähnt. Die Kirche wurde mehrfach umgebaut, der Anbau des 32 m hohen Kirchturmes erfolgte zwischen 1827 und 1833.
- Gusseisernes Kreuz auf dem Dorfplatz
- Auf dem U kapličky befand sich seit dem Ende des 18. Jahrhunderts eine Marienkapelle, sie ist nicht erhalten.
- Brunnen Rozvalda nördlich des Dorfes. Der Legende nach soll sich nach der Hinrichtung eines Unschuldigen der Boden aufgetan und eine Heilquelle entstanden sein.